# Eka Kurniawan
Eka Kurniawan, född den 28 november 1975 i Tasikmalaya, Indonesien, är en indonesisk journalist, författare och designer. Han skriver bland annat noveller, essäer och filmmanuskript. 
Kurniawan studerade vid universitetet i Yogyakarta och tog examen i filosofi innan han debuterade som författare.

## Priser och utmärkelser (urval)
- 2016 – World Readers' Award (Winner) för Beauty Is a Wound.[2]
- 2016 – Man Booker International Prize för Man Tiger.[3]